# Rubinoboletus
Rubinoboletus Pilát & Dermek (rubinoborowik) – rodzaj grzybów z rodziny borowikowatych (Boletaceae). W Polsce jeden gatunek. Według Index Fungorum w 2002 r. rodzaj ten został uznany za synonim rodzaju Chalciporus (maślaczek).

## Systematyka i nazewnictwo
Pozycja w klasyfikacji według Index Fungorum: Boletaceae, Boletales, Agaricomycetidae, Agaricomycetes, Agaricomycotina, Basidiomycota, Fungi.
Synonimy nazwy naukowej: Chalciporus subgen. Rubinoboletus (Pilát & Dermek) Klofac & Krisai.
W 2021 Komisja ds. Polskiego Nazewnictwa Grzybów Polskiego Towarzystwa Mykologicznego zarekomendowała używanie nazwy rubinoborowik.

## Gatunki
- Rubinoboletus balloui (Peck) Heinem. & Rammeloo 1983
- Rubinoboletus caespitosus T.H. Li & Watling 1999
- Rubinoboletus laetus (Heinem.) Heinem. & Rammeloo 1983
- Rubinoboletus monstrosus Har. Takah. 2007
- Rubinoboletus reticulatus (Heinem.) Heinem. & Rammeloo 1983
- Rubinoboletus rubinus (W.G. Sm.) Pilát & Dermek 1969 – rubinoborowik dębowy

Nazwy naukowe na podstawie Index Fungorum.